# 比勒費爾德陰謀論

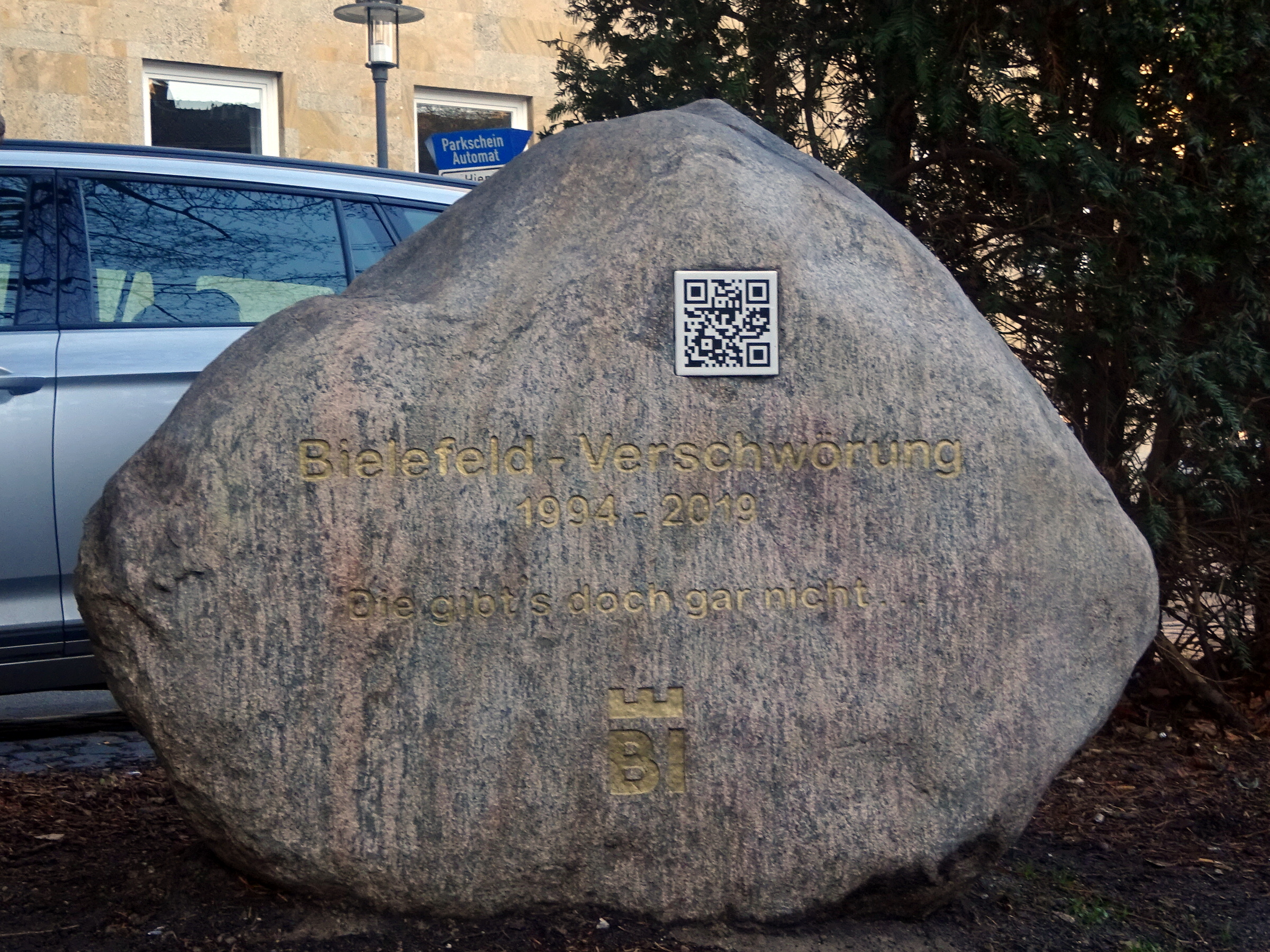
比勒费尔德阴谋结束的纪念碑。

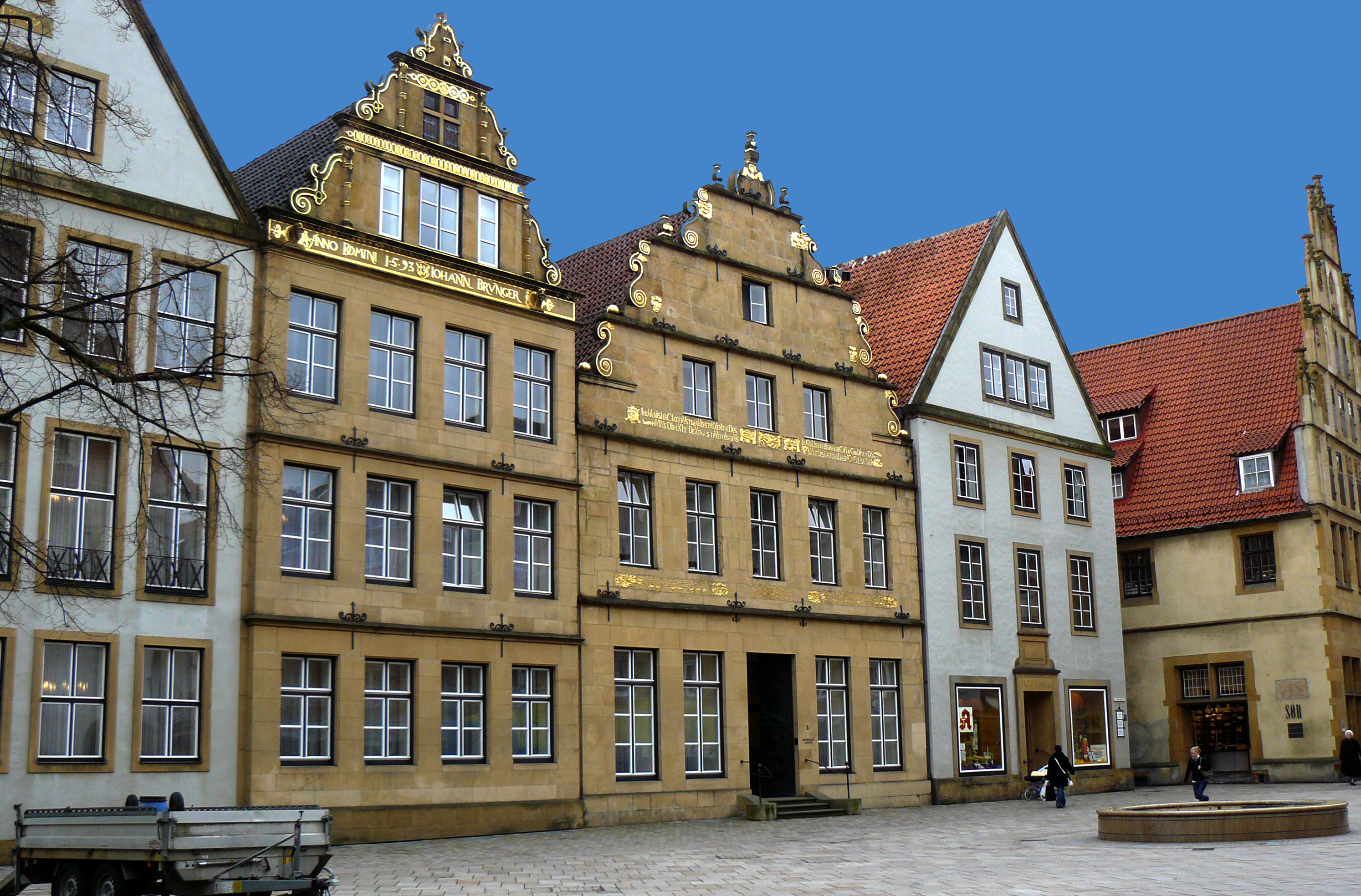
比勒費爾德街上一景

比勒費爾德陰謀論（德語：Bielefeld-Verschwörung）是一個讽刺陰謀論，聲稱德國城市比勒費爾德並不存在，而是一個虛假城市。此陰謀論最先在1994年的德國Usenet發表，此後這陰謀論便成為這城市的宣傳工具，包括德國總理安格拉·梅克爾。

## 起源
比勒費爾德陰謀論可追溯至1993年位於基爾的一場學生派對，一名叫阿希姆·黑尔德（Achim Held）的大学生的朋友認識了一名來自比勒費爾德的學生，該學生表示自己來自比勒費爾德時，朋友答道「怎麼可能？」（Das gibt's doch gar nicht）。這個怎麼可能除了解作友人不相信他來自比勒費爾德外，還可解作該城市並不存在。於是黑尔德把這玩笑在1994年5月16日發表在Usenet新闻组，表示比勒費爾德這城市並不存在，反而是一個叫SIE的組織（大寫，德語中解作他們）與外星人、美國中央情報局和以色列情報特務局共同創造出來的虛假城市。
這個陰謀論通常由三個問題驗證：
1. 你認識來自比勒費爾德的人嗎？
2. 你有去過比勒費爾德嗎？
3. 你認識去過比勒費爾德的人嗎？

大部份人的對三條問題答案都是沒有，而答有的人都被視為協助建立虛假城市的相關人員或是被騙的人。

## 100萬歐元獎金驗證
1999年4月1日愚人節，比勒費爾德市政府發出一份比勒費爾德存在（Bielefeld gibt es doch）的聲明。
儘管這玩笑經過20多年，市政府表示不時亦收到民眾電話或電郵查詢該城市的真確性。
2019年8月21日，比勒費爾德市政府宣佈，將會給成功驗證比勒費爾德不存在的人給予100萬歐元獎金，只有能提供鐵證如山的人才能贏得獎金。這活動在9月4日結束，過程中共收到超過2,000多名參加者的電郵驗證。